# Hámori Péter (társadalomtörténész)
Hámori Péter (1967.) társadalomtörténész, egyetemi oktató.

## Élete
1994-ben az ELTE Tanárképző Főiskolai Kar (ELTE-TFK) történelem–könyvtár szakán, illetve 1999-ben az ELTE Bölcsészettudományi Kar (ELTE-BTK) történelem szakán végzett. 2010-ben az ELTE BTK Társadalomtörténeti Doktori Iskolájában tett doktori szigorlatot.
A Szilágyi Erzsébet Gimnáziumban tanított, majd 1994-2005 között az ELTE Tanárképző Főiskolai Karán volt adjunktus. 2002-2011 között a Pázmány Péter Katolikus Egyetem BTK Szociológia és Kommunikáció Tanszékein oktatott. Oktatott a Babeş-Bolyai Tudományegyetemen a Nyitrai Konstantin Filozófus Egyetemen is.
2011-2012-ben a Nemzeti Erőforrás Minisztérium Parlamenti Államtitkárságán volt politikai tanácsadó. 2013-tól a Rendszerváltás Történetét Kutató Intézet kutatója. 2014-ben és 2015-ben segélyszállítmányt kísért a kelet-ukrajnai háborús övezetbe.
Kutatási területe elsősorban a magyar szociálpolitika története, a magyar és európai társadalompolitikai gondolkodás története, a két világháború közti Erdély története, a magyar közegészségügy fejlődése és a településmorfológia.

## Művei
- Kísérlet a visszacsatolt felvidéki területek társadalmi és szociális integrálására. A Magyar a Magyarért Mozgalom története. Századok, 2001/3, 569-624.
- A magyar kormány szociálpolitikája a visszacsatolt Felvidéken és Észak-Erdélyben. Integrációs stratégiák a magyar kisebbség történetében. Somorja, 2005. június 9-10. Szerk. Bárdi Nándor, Simon Attila. Fórum Kisebbségkutató Intézet, Somorja, 2006. 167-189.
- Az Egán-akció – évszázados kísérlet Kárpátalja felemeléséért. Gödöllői Füzetek. Gödöllő, 2006
- Szegények mindig lesznek veletek. Tanulmányok a magyar társadalompolitika történetéből. Pázmány Társadalomtudomány 3. PPKE BTK Szociológiai Intézet, 2006
- Az élő hagyomány. Barankovics István és a magyarországi kereszténydemokrácia öröksége. Szerk.: Hámori Péter. Barankovics István Alapítvány – Gondolat, 2007
- Kovrig Béla: A magyar társadalompolitika története, 1920-1944. Sajtó alá rendezte, jegyzetekkel ellátta, az elő- és utószót írta: Hámori Péter. Barankovics István Alapítvány, Budapest, 2008
- Az erdélyi magyarság huszonkét éve és az osztálytalan társadalom álma. Szelterszi Füzetek, IV. Szerk.: Koczka Péter. Kolozsvár-Székelyudvarhely, 2008. (a katalógusokban formailag hibás ISBN-nel szerepel) ISBN 973-9718-4-2
- Kaesztenbaum Márton hagyaték-levele. Adalék a magyarországi zsidó világi oktatás kezdeteihez. Magyarországi Kisebbségtörténeti Forrásfüzetek, IV. Hatágú Síp, Budapest, 2008
- Társadalompolitikai fordulatok Magyarországon a XX-XXI. században. A modernitás és posztmodernitás gondoskodástörténete. Pécs, Jel Kiadó, 2010
- Keserédes történet. A Magyarországhoz visszacsatolt Felvidék társadalma 1938-1944. In: Élet a végeken. Cserehát a mai magyar társadalomban. Konferencia-kötet